# Ören (Muğla)
Ören és un poble de Turquia situat al districte de Seydikemer i la província de Muğla. Es troba a 180 km de Muğla i 40 km de Fethiye. Antigament coneguda com a Cèram (grec medieval: Κέραμος, Kéramos), podria ser la mateixa ciutat que apareix amb el nom de «Camares» en fonts medievals catalanes.
| Evolució demogràfica d'Ören (Muğla, Turquia) | Evolució demogràfica d'Ören (Muğla, Turquia) | Evolució demogràfica d'Ören (Muğla, Turquia) |
| -------------------------------------------- | -------------------------------------------- | -------------------------------------------- |
|                                              |                                              |                                              |
|                                              |                                              |                                              |
|                                              |                                              |                                              |